# Čili (biljka)
Čili (chilli) je plod različitih tropskih vrsta paprike (uključujući i neke varijetete nama poznate domaće paprike) s vrlo sitnim plodovima koji se suše i melju u prah. Dugi svega 4 cm, boje žute, zelene, narančaste ili crvene, a imaju nadasve ljuti ukus. Kada se komuške osuše i samelju dobije se kajenski biber.
Naziv "čili" potiče od španske reči chile za tu vrstu paprike, budući da su je Španci donijeli u Europu za vreme Kolumbovih putovanja. Šarenilo naziva proizlazi iz doba kada se čili dopremao iz portugalskih i španskih kolonija u Južnoj Americi, Inidiji i Africi, gde se i danas uzgaja.
Čili ima izvanredno oštar ukus, pa je dvadesetak puta jači od obične ljute paprike. Ukus mu je međutim manje aromatičan i pikantan, boja mnogo bleđa. Glavni sastojak koji mu daje specifičnu ljutinu je kapsaicin, materija koja pokazalo se snižava nivoe holesterola i triglicerida u krvi, sprečava grušanje krvi, jača imunitet i ima afrodizijačka, antibakterijska i fungicidna svojstva.
Upotrebljava se za začinjanje jela od povrća, pikantnih umaka, namaza, kao dodatak kravljem siru, variva od paprika i pasulja, a važni je sastojak popularnog meksičkog jela chili con carne. Sastavni je deo svih ljutih pikantnih umaka poput karija, tabasko umaka, meksičkih salsa. Može se kombinovati i sa slatkim namirnicama.
Veruje se da je čili paprika nastala negde u Centralnoj ili Južnoj Americi. i prvobitno je uzgajana u Meksiku. Nakon Kolumbijske razmene, mnoge sorte čili paprike proširile su se širom sveta. One se koriste za hranu i za tradicionalnu medicinu. Ovo je dovelo do širokog spektra sorti, uključujući annuum vrste, sa glabriuskulum sortom i grupom sorti iz Novog Meksika, kao i vrste bakatum, kineske, fruteskens i pubeskens.
Veruje se da sve sorte koje se uzgajaju u Severnoj Americi i Evropi potiču od Capsicum annuum i imaju bele, žute, crvene ili ljubičaste do crnih plodova. U 2019. svetska proizvodnja sirove zelene čili paprike iznosila je 38 miliona tona, a Kina je proizvela polovinu.

## Čili u ishrani
Čili, sveži ili u prahu, koristi se prvenstveno kao začin u pripremi slanih jela, ali i deserata i napitaka.U svim svetskim kuhinjama poznati su ljuti umaci sa čilijem. Indonezija ima začinski prilog sambal od slatke paprike, čilija i ribljeg umaka, Tajland ljuti umak nam prik, Meksiko salsu, umak na bazi rajčice s lukom, svežim kolijanderom i čilijem. Za marinadu mesa za roštilj može se pripremiti i "čili džem", umak od slatke crvene paprike, čili papričica, luka, ulja, šećera i limunova soka.

## Čili kao lek
Američki starosedeoci od davnina upotrebljavaju čili papriku kao lek. Koristi se i u indijskoj,kineskoj, japanskoj i korejskoj medicini, za stimulaciju apetita, bolove u mišićima i povreda. U Evropi i Americi koriste se preparati za spoljašnju uporabu- melemi, gelovi i obloge, za smanjenje bolova vezanih za osteoartritis, reumatoidni artritis, bolove u mišićima i zglobovima i za poboljšanje cirkulacije. Capsaicin papričicama daje ne samo ljutinu, nego i posebna lekovita svojstva zbog kojih ih možemo svrstati među najzdravije namirnice svijeta. Pokazalo se da ljute papričice smanjuju razinu holesterola i triglicerida te sprečavaju stvaranje krvnih ugrušaka. Kulture koje široko primjenjuju čili imaju puno manji postotak srčanih bolesti, moždanog udara i tromboze. Prema ayurvedi, ljuti ukus stimulira apetit i poboljšava probavu. Hrana koja se dobro probavlja daje telu neophodne nutrijente i energiju, dok hrana koja se ne probavlja dobro, stvara toksine. Zbog toga, prema ayurvedi, dobra probava je ključna za naše zdravlje. Redovni unos čilija može sprečiti dijabetes tipa 2. Studija objavljena u American Journal of Clinical Nutrition, govori o tome da redovni unos čilija smanjuje potrebu organizma za lučenjem insulina kojim se smanjuje nivo šećera u krvi nakon obroka.

## Istorija
plodovi su bili deo ljudske ishrane od oko 7.500 p. n. e, i jedan su od najstarijih kultiviranih useva u Amerikama. Kultiviranje čilija vodi poreklo iz severoistočnog Meksika od pre nekih 6.000 godina. Čili je bio jedna od prvih samo-oprašivanih useva kultiviranih u Meksiku, Centralnoj Americi, i delovima Južne Amerike.
Peru ima najveću raznolikost kultivisanih vrsta roda Capsicum, jer je centar diverzifikacije gde su sorte svih pet domestikacija uvedene, uzgajane i konzumirane u pretkolumbovsko doba. Najveća raznolikost divljih Capsicum paprika se konzumira u Boliviji. Bolivijski potrošači razlikuju dva osnovna oblika: ulupikas, vrste sa malim okruglim plodovima uključujući C. eximium, C. cardenasii, C. eshbaughii, i C. caballeroi landraces; i arivivis sa malim izduženim plodovima uključujući C. baccatum var. baccatum i C. chacoense varijetete.

### Prenos u Evropu
Kada su Kristofer Kolumbo i njegova posada stigli do Kariba, bili su prvi Evropljani koji su naišli na biljke roda Capsicum. Zvali su ih „paprike“ jer, kao i crni biber iz roda Piper poznatog u Evropi, imaju jak, ljut ukus za razliku od drugih namirnica.

## Galerija
- U Habanero chili je poznat po svojoj jedinstvenoj kombinaciji intenzivnog ukusa, mirisa i toplote
- Žena uklanja žile i seme od sušenog čilija u San Pedro Atokpanu, Meksiko Siti
- Suve čili paprike sa pahuljicama i sveže papričice
- Sušeni čili u , Jogjakarti, Indonezija
- Čili- biber vino iz Virdžinije
- Sušeni tajlandski čili „ptičije oko”
- Crni biser sorta ima okrugli crni plod koje sazreva u jarko crveni
- Nezreli čili na terenu
- Skoč bonet čili paprika na Karipskom tržištu
- Čili paprika sušena u Katmandu, Nepal
- Čili paprika sos u tradicionalnom restoranu u Amanu, Jordan
- Zeleni čili

## Literatura
- Kottasová I, Hunt K (4. 10. 2021). „How chili peppers helped Nobel Prize winners understand how we feel heat”. CNN.
- Murez C (9. 11. 2020). „Hot Discovery: Chili Peppers Might Extend Your Life”. U.S. News& World Report. Приступљено 4. 10. 2021.
- „Researchers develop portable device to quantify capsaicin content in chili peppers”. News Medical Life Sciences. 22. 10. 2020. Приступљено 4. 10. 2021.

## Spoljašnje veze
- WildChilli.EU All about Wild Chili's / Capsicums / Peppers
- Plant Cultures: Chilli pepper botany, history and uses
- The Chile Pepper Institute of New Mexico State University
- Capsicums: Innovative Uses of an Ancient Crop
- Chilli: La especia del Nuevo Mundo (Article from Germán Octavio López Riquelme about biology, nutrition, culture and medical topics. In Spanish)
- The Hot Pepper List List of chilli pepper varieties ordered by heat rating in Scoville Heat Units (SHU)